# Aldeia de São Francisco de Assis
Aldeia de São Francisco de Assis es una freguesia portuguesa del concelho de Covilhã, en el distrito de Castelo Branco, con 16,24 km² de superficie y  632 habitantes (2011). Su densidad de población es de 38,9 hab/km².
La freguesia se asienta en la vertiente sur de la Serra da Estrela, en los contrafuertes meridionales de la Serra do Açor, a 700 m de altitud, próxima al río Zêzere y a casi 40 km de distancia de la cabecera del municipio. Además del que le da nombre, cuenta con otros dos núcleos de población: Barroca Grande y Parada. Comunidad tradicionalmente campesina, con la aparición del wolframio y el inicio de la minería en la zona, a partir de 1898, el modo de vida de la freguesia experimentó un profundo cambio, que se refleja iconográficamente en los útiles mineros que figuran en su escudo.
Hasta el 18 de julio de 1928 la freguesia se llamó Bodelhão, topónimo que se prestaba a bromas e insultos, porque literalmente significa 'hombre sucio e inmundo', lo que explica el cambio de nombre por decreto de esa fecha, "atendiendo al sentir de los habitantes". En términos administrativos, perteneció al concelho de Fundão hasta 1895, como anexo de la freguesia de Barroca, pasando ese año al concelho de Covilhã, como anexo de la de Ourondo, aunque ya en 1901 obtuvo el reconocimiento como freguesia independiente.